# Marguerite Wapler
 (avril 2025).
Motif : Absence de source secondaire centrée (sauf éventuellement une page de journal de 1894). Sur le fond : l'une des deux personnes qui donnent de l'argent pour un attentat. Vraiment suffisant au point de mériter un article au lieu d'une mention sur la page de l'attentat et de celui qui l'a perpétré ?
- Archive Wikiwix
- Bing
- Cairn
- DuckDuckGo
- E. Universalis
- Gallica
- Google
- G. Books
- G. News
- G. Scholar
- Persée
- Qwant
- (zh) Baidu
- (ru) Yandex
- (wd) trouver des œuvres sur Wikidata

| 1. | Préciser le motif de la pose du bandeau. | Précisez le motif de la pose du bandeau en utilisant la syntaxe suivante : {{admissibilité à vérifier\|date=mai 2025\|motif=remplacez ce texte par le motif}}                          |
| 2. | Informer les utilisateurs concernés.     | Pensez à avertir le créateur de l'article, par exemple, en insérant le code ci-dessous sur sa page de discussion : {{subst:avertissement admissibilité à vérifier\|Marguerite Wapler}} |

Marguerite Wapler ou Marguerite Reclus, née le 14 juillet 1859 à Alexandrie et morte en 1927, est une militante anarchiste française. Fille d'un sous-préfet et riche industriel, Wapler rejoint le militantisme anarchiste. Pendant l'Ère des attentats (1892-1894), elle participe activement à l'attentat de l'Assemblée nationale en finançant Auguste Vaillant afin de l'aider à préparer et mener son attaque - elle doit se défendre d'accusations pendant la répression de janvier et février 1894. Vaillant la dédouane de toute participation au complot.

## Biographie

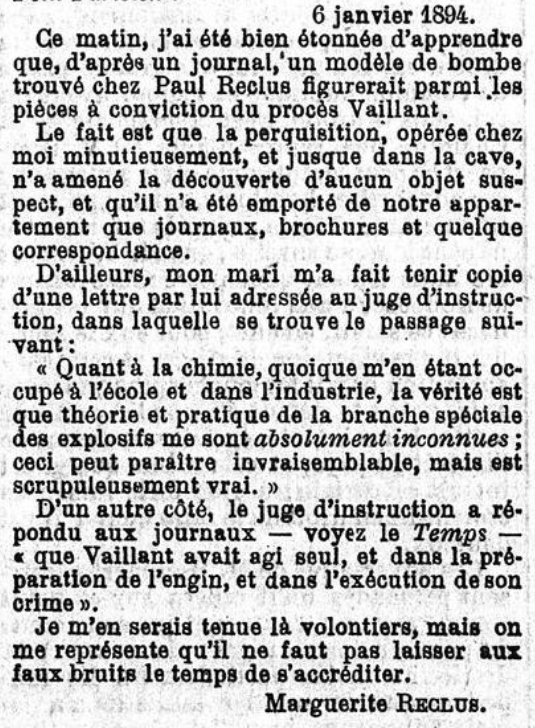
Réponse de Wapler aux accusations portées contre elle selon lesquelles un modèle de la bombe usée par Vaillant aurait été trouvée chez elle. Le Siècle (8 janvier 1894).

Catherine Marguerite Wapler naît le 14 juillet 1859 à Alexandrie. Son père, Alphonse Wapler (1831-1890), est un riche industriel alsacien, ancien maire de Vassy et sous-préfet dans cette ville de 1880 à sa mort. Le 17 octobre 1885, Wapler épouse le militant anarchiste Paul Reclus, de la famille Reclus, à la mairie du 5e arrondissement de Paris.
Pendant l'Ère des attentats (1892-1894), elle est l'une des deux mécènes de l'attentat de l'Assemblée nationale. Ainsi, avec un anarchiste illégaliste, elle donne vingt francs à Auguste Vaillant pour effectuer son attentat. Pendant son procès, Vaillant la dédouane de l'attentat et déclare que les fonds qu'elle lui a donné sont dus à sa générosité et sa volonté de l'aider financièrement afin de soutenir sa famille,.
Wapler est par ailleurs ciblée par la répression de janvier et février 1894 et perquisitionnée, ce qui la pousse à répondre à des accusations selon lesquelles la police aurait trouvé chez elle les plans de la bombe ayant servi à Vaillant pour commettre son attentat.
Wapler est la mère de deux filles mortes en bas âge, dont la deuxième en 1890, et de deux fils, Jacques Reclus et Michel Reclus (1889-1970),.

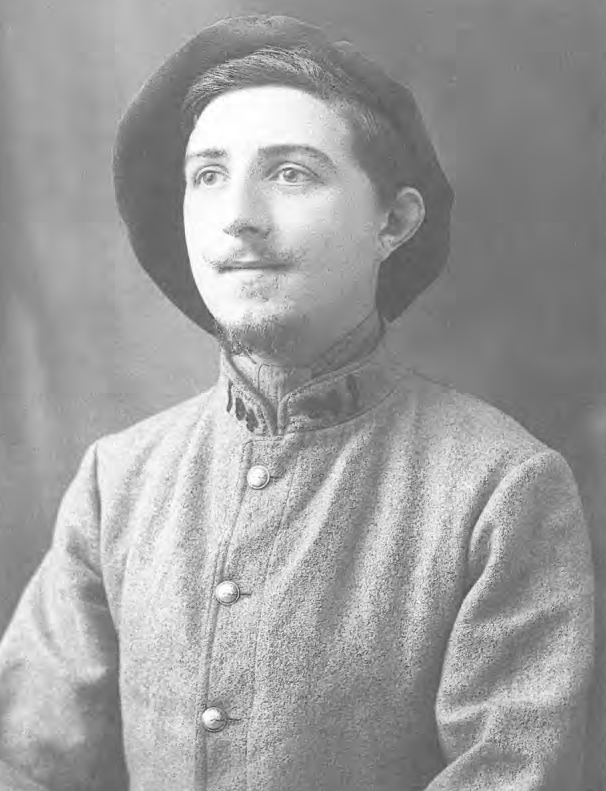
Portrait de Jacques Reclus (1894-1984) pris au 94° Régiment d'infanterie en 1916.

Elle meurt en 1927.